# IC 1964
IC 1964 ist eine Galaxie vom Hubble-Typ S? im Sternbild Reticulum am Südsternhimmel. Sie ist schätzungsweise 755 Mio. Lichtjahre von der Milchstraße entfernt und hat einen Durchmesser von etwa 110.000 Lj.
Im selben Himmelsareal befinden sich u. a. die Galaxien IC 1951, IC 1957, IC 1971.
Entdeckt wurde das Objekt am 14. Oktober 1898 von DeLisle Stewart.